# 頂山寮
頂山寮是臺灣臺南市學甲區的一個傳統地域名稱，是舊時學甲十三庄學甲東寮庄中的角頭聚落之一，為學甲慈濟宮八區中的六分角選區。行政區原與新寮、莊姓角合編為新生里，後於民國95年（2006年）02月01日行政區域進行調整，與達明里重新合併為目前的新達里。

## 地理位置
位於學甲東方偏北郊，臺84線與臺19線在聚落北方交會，臺84線由正北向東南方而行，臺19線走向則是正北向西南，南到中山路以北，三條道路使頂山寮形成一個略呈三角形聚落， 而西則到嘉南大圳與中華路之間。因此聚落位置，坐落於山寮聚落北邊，故稱此聚落為頂山寮。 

## 聚落脈絡
源於學甲母庄開發後因人口繁衍甚快，加上庄頭鄰近區域的河川淤填，直接導致倒風內海逐漸浮覆，於是早先來到學甲的居民其後代子嗣們，便逐漸向浮覆地的幾個地區遷移。往北遷移的有紅蝦港、紅茄定、二港仔、竹橋寮、倒風寮、宅港、學甲寮、西邊寮等庄頭；向東的則有山寮、頂山寮；往南有草坔；往西有謝厝寮。另外，南邊的將軍溪夾帶大量泥沙在出海口持續沖積，導致溪底寮、三寮灣等聚落也陸續浮出成形，而這些聚落就是今日慈濟宮上白礁主要的成員聚落。
因人口與聚落產生了一些的變化，於是又將東部的新寮（雜姓）和頂山寮（楊山寮）、東寮（陳）等，三個居民點新立出一個新的區，惟因此區的人口數數較少，故而便將此一新區稱為「六分角」，即不足以成為一個「角」之意，自次之後學甲地區遂形成所謂的四個角頭，當地居民俗稱「三角六」。
而遷移頂山寮聚落大多為楊姓居多，故又稱之為楊山寮，在日治時期屬於「宅仔港第四保」，終戰後行政區設為新生里，其後並又與新寮、頂山寮、莊羅姓角等角頭聚落合為一個村，同時在當地仕紳林善主持定村名時，地方人士研商結果，以新寮為者要命名思維，蓋因有新添生命的「新生村」為名，民國57年（1968）再升格為新生里曾經規劃為學甲鎮新生里，現與達明里合併為為新達里。

## 交通
臺84與臺19線加上臺南市道174 線，3條道路紛紛經過頂山寮外圍，也因此將此聚落圍成略呈三角狀。臺84線東行進入學甲區，至筏仔頭之後，轉東南方向直行離開學甲。沿線主要庄社有：南側的舊頭港仔、新頭港仔、德安寮、山寮、頂山寮、煥昌、新寮、瓦寮。
臺19線公路學甲段在112KM處，是較北的聚落有宅港、學甲寮，依序向南轉東，再往南進學甲的精華地帶，昔日有舊聚落煥昌、中社、下社仔、山寮、頂山寮等，接著東寮、大灣等主要聚落，大約在117KM處與佳里區溪州、營頂為鄰分界。 
174線經過二重港「竹圍仔」之後，即進入學甲區境內，由西往東可分成3大地區，其中山寮地區，包括頂山寮、山寮等，往東還有支線的瓦寮。整個區域大抵由174線5公里處綿延至13.5公里處，總長度約為8.5公里，再接東郊的頂山寮、山寮及支線瓦寮後，始於13.5K處離境。  

## 宗教
傳統上，早期六分角中的3個庄（新寮、東寮和頂山寮）並不參與學甲慈濟宮的普渡，乃因初始六分角居民在3庄中的新寮共同建造了普濟寺，於是便以普濟宮作為庄頭的公廟，至此他們便集中於新寮普濟宮進行普渡也包括賞兵等宗教科儀。只是在1936年以後東寮和頂山寮各自興建數予自己聚落的宮廟，從此之後便各自在自家聚落進行祭祀活動，不再到新寮普濟宮。 
頂山寮於日明治37年（1904年）經降乩指示要刻金身，只是當時雖有神尊卻尚未建廟，直至1976年時才開始著手建廟張濟宮，從此頂山寮的公廟便成為張濟宮，該廟主祀神祇為張府千歲，並且分靈乃來自普濟宮，而張濟宮是學甲區少數僅奉祀單一神明的宮廟之一。

## 產業
由於學甲工業區設置於本聚落，因而此地的產業以工商業為主，並且這些工業廠房也以頂山寮民居為中心，向著居地四周圍繞而建。 此外，創始於日據時代，老牌子的碳酸飲品之一的七星汽水，也在此地設置廠房，目前還仍然在運作中。

## 圖集

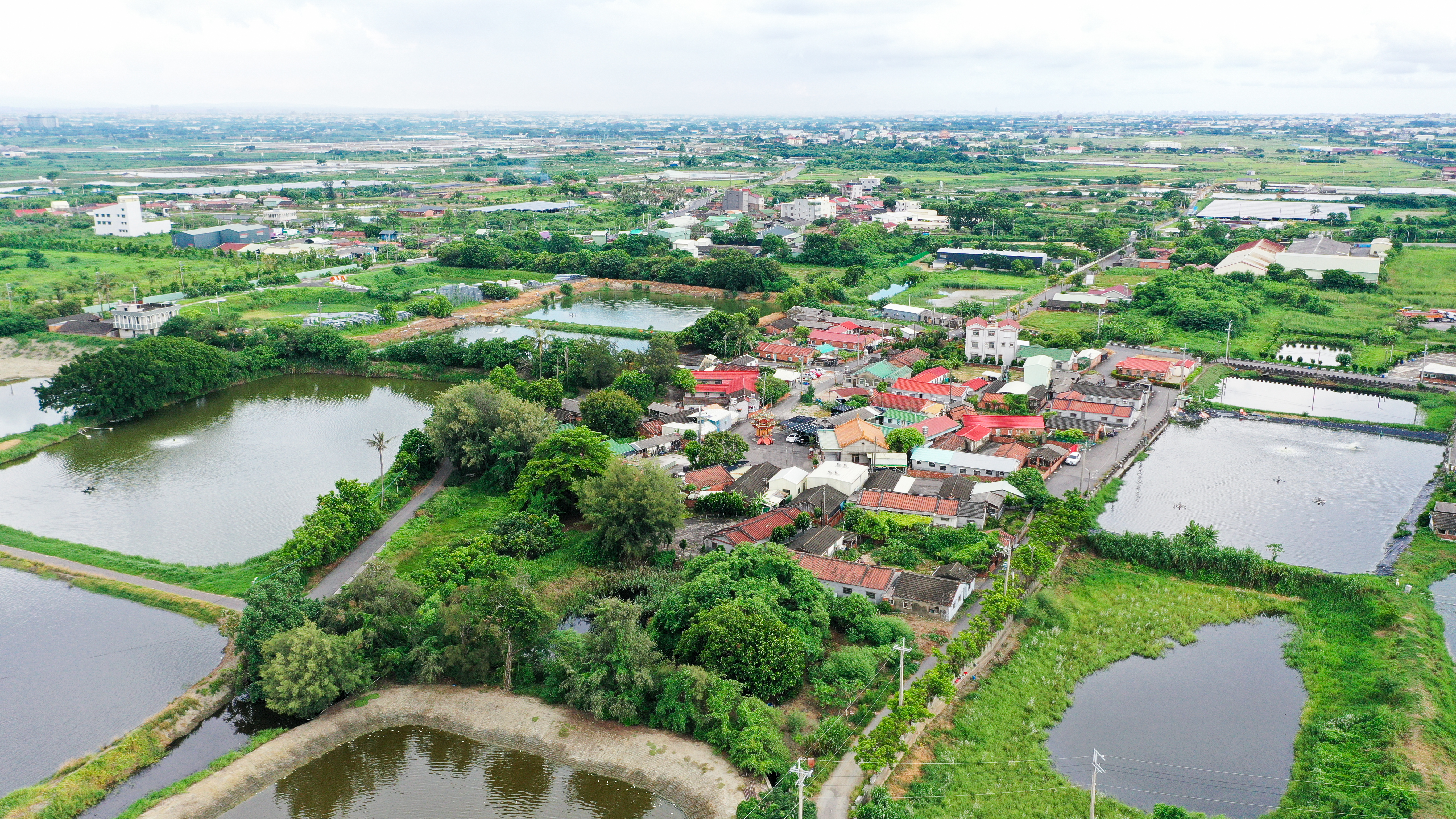
學甲頂山寮-空照
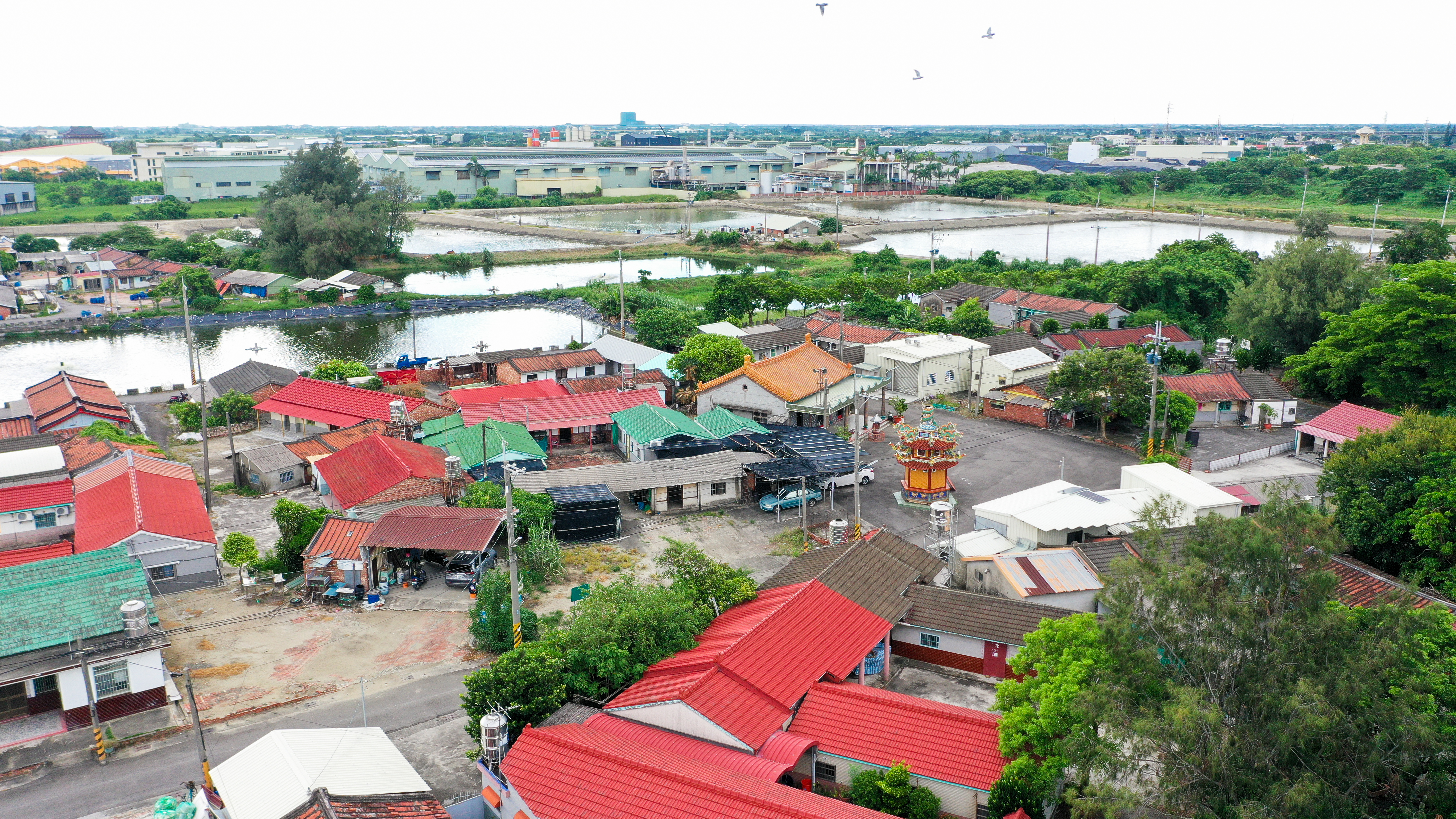
學甲頂山寮-屋舍
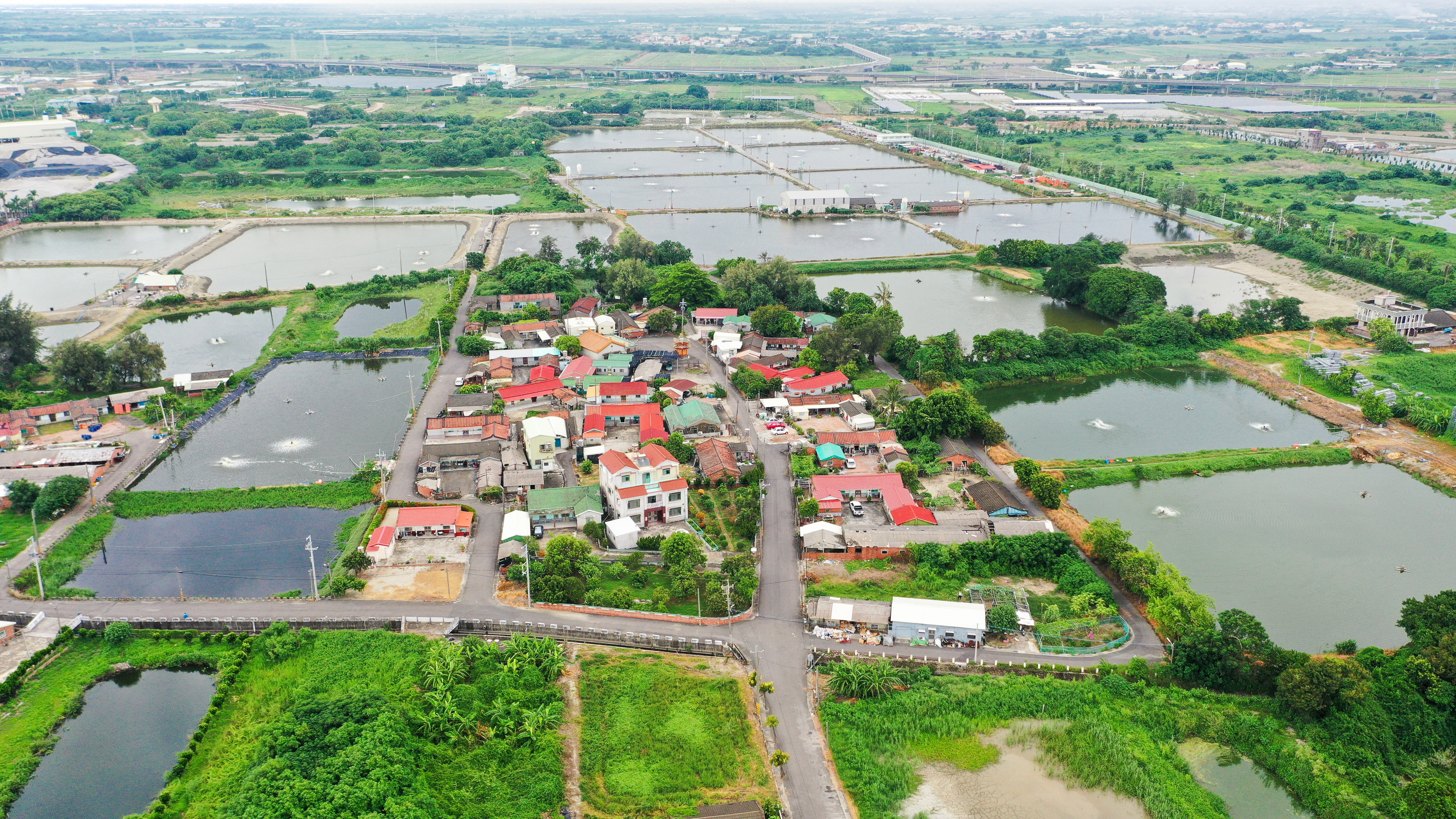
學甲頂山寮-魚塭